# 陈塬街道
陈塬街道，是中华人民共和国陕西省商洛市商州区下辖的一个乡镇级行政单位。

## 行政区划
陈塬街道下辖以下地区：
仙娥湖社区、王塬社区委会、陈塬社区、西新社区、邵涧村、徐沟村、上河村、陈岭村、凤山村、油房渠村和蟒龙峪村。